# Долни Маренци
Долни Маренци е село в Северна България. То се намира в община Трявна, Габровска област.
Към 1934 г. селото има 33 жители. В днешно време е обезлюдено. Влиза в землището на с. Енчовци.